# Anaea submarginalis
Anaea submarginalis är en fjärilsart som beskrevs av Krüger 1928. Anaea submarginalis ingår i släktet Anaea och familjen praktfjärilar. Inga underarter finns listade i Catalogue of Life.